# Мартыний (остров)
Мартыний (укр. Острів Мартинячий) — остров, расположен в центральной части залива Сиваш Азовского моря между Чонгарским полуостровом и Перекопским перешейком, на территории, согласно законодательству фактически контролирующей его России, сельского поселения Целинное, Джанкойский район, Республика Крым; согласно административно-территориальному делению Украины — Целинного сельского совета Автономной Республики Крым. Остров входил в состав украинского Азово-Сивашского национального природного парка.

## География
Общая площадь острова составляет 0,05 км². Поверхность — слабоволнистая равнина с абразией берегов высотой до 5—12 м и узким пляжем. На высоких береговых уступах наблюдаются процессы обрушения.

## Климат
Климат сухой степной. Средняя годовая температура составляет +12°С. Самый жаркий месяц — июль со средней температурой +26 °C, самый холодный — январь с температурой −2,5°С и частыми оттепелями. Снежный покров неустойчив или отсутствует вовсе. Среднегодовое количество осадков составляет 640 мм. Самый влажный месяц — июнь с 85 мм осадков, а самый сухой — ноябрь с 17 мм.

## Флорa и фауна
Поверхность покрыта приморской ксерофитной степной растительностью (полынь, тысячелистник, чабрец, мятлик). Флора острова значительнее беднее прочих сивашских островов и, по состоянию на 2016 год, включала в себя 31 вид сосудистых растений из 25 родов и 12 семейств, из которых 80,6 % являются однолетними (25 видов), 12,9 % (4 вида) двухлетними и лишь 6,5 % (2 вида) многолетними. В том числе 4 вида являются злаковыми. Флора тесно взаимодействуют с местной орнитофауной, в том числе и перелётной. На острове гнездятся серебристая чайка (мартын) рода Larus (укр. мартин, читается как «мартын», откуда и название острова) семейства чайковые (Laridae), а также сизоворонки, галки, серые утки и другие птицы.